# Río Chuyapi
El río Chuyapi es un río del Perú que constituye la parte superior del curso del río Urubamba y, por tanto, parte también del curso del río Amazonas. Está situado en la provincia de La Convención, departamento del Cuzco, en la parte sur del país, a 500 km al este de Lima, la capital del país.